# Datas
Datas is een gemeente in de Braziliaanse deelstaat Minas Gerais. De gemeente telt 15.385 inwoners (schatting 2009).

## Aangrenzende gemeenten
De gemeente grenst aan Conceição do Mato Dentro, Diamantina, Gouveia, Presidente Kubitschek en Serro.